# 尼古拉·库利亚恰
尼古拉·库利亚恰（羅馬化：Nikola Kuljača，1974年8月16日—），塞尔维亚男子水球运动员。他曾代表南联盟、塞尔维亚和黑山参加2000年和2004年夏季奥林匹克运动会水球比赛，获得一枚银牌和一枚铜牌。